# Notosciobia fausta
Notosciobia fausta är en insektsart som beskrevs av Otte, D. 1987. Notosciobia fausta ingår i släktet Notosciobia och familjen syrsor. Inga underarter finns listade i Catalogue of Life.